# Seleção Tonganesa de Rugby League

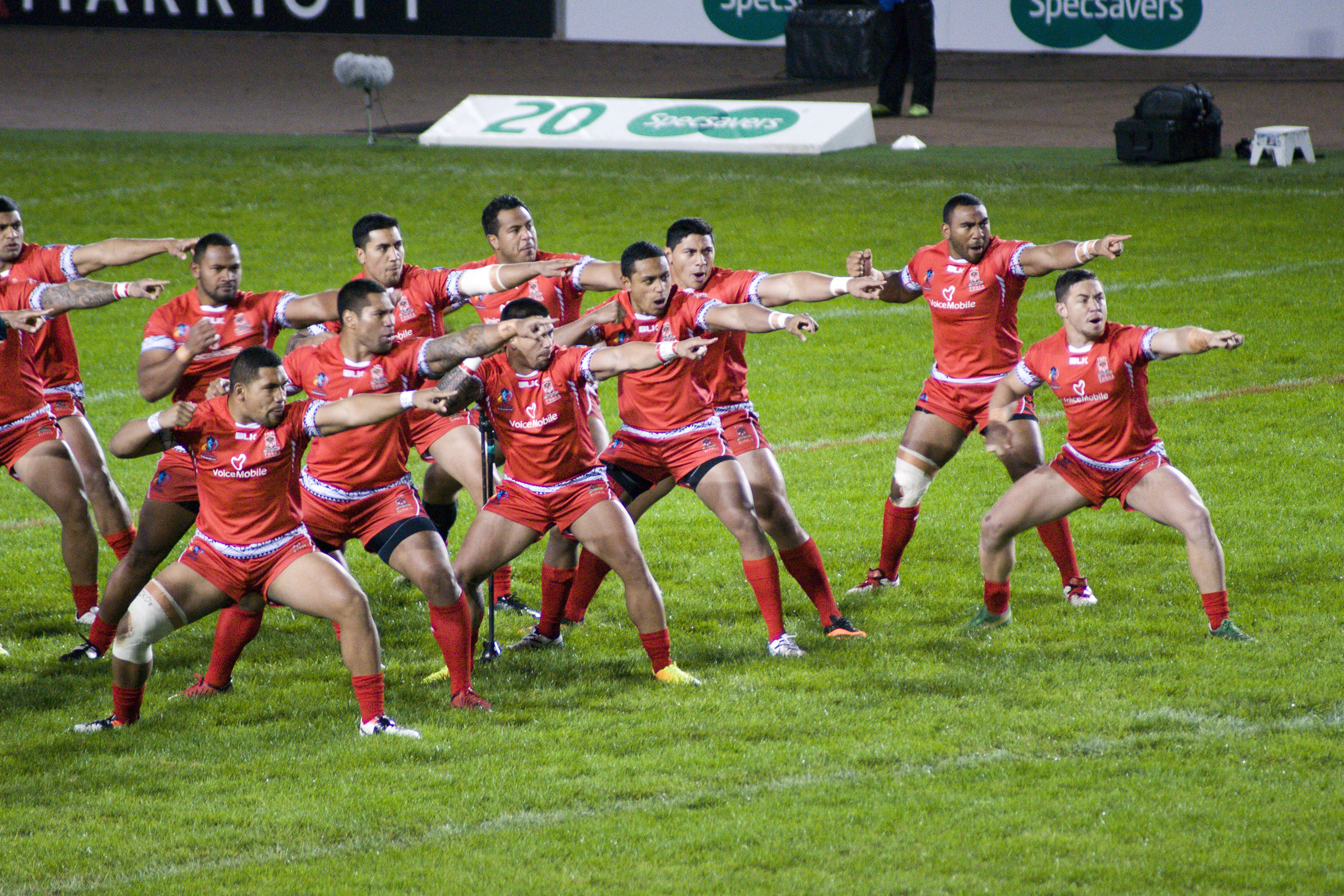
Mate Ma'a executando dança tribal na Copa do Mundo de Rugby League de 2013.

A Seleção Tonganesa de Rugby League é a equipe que representa Tonga no rugby league mundial. Seus jogadores são apelidados como Mate Ma'a.
Em Tonga, o rugby league é um código de rugby menos popular que o rugby union, como na maior parte do mundo: apenas na Austrália, na Papua-Nova Guiné e no norte da Inglaterra ele é o código preferido em relação ao union. A estreia da seleção na Copa do Mundo de Rugby League veio na edição de 1995, que celebrou o centenário deste esporte. Um de seus jogadores nela foi o fullback Asa Amone, que já havia jogado também a primeira Copa do Mundo de Rugby Union, em 1987, pela seleção de Tonga dessa modalidade.
Atualmente, sua equipe contém nomes estrelados da National Rugby League, o campeonato australiano da modalidade e o mais forte do mundo.